# 중화민국 고시원

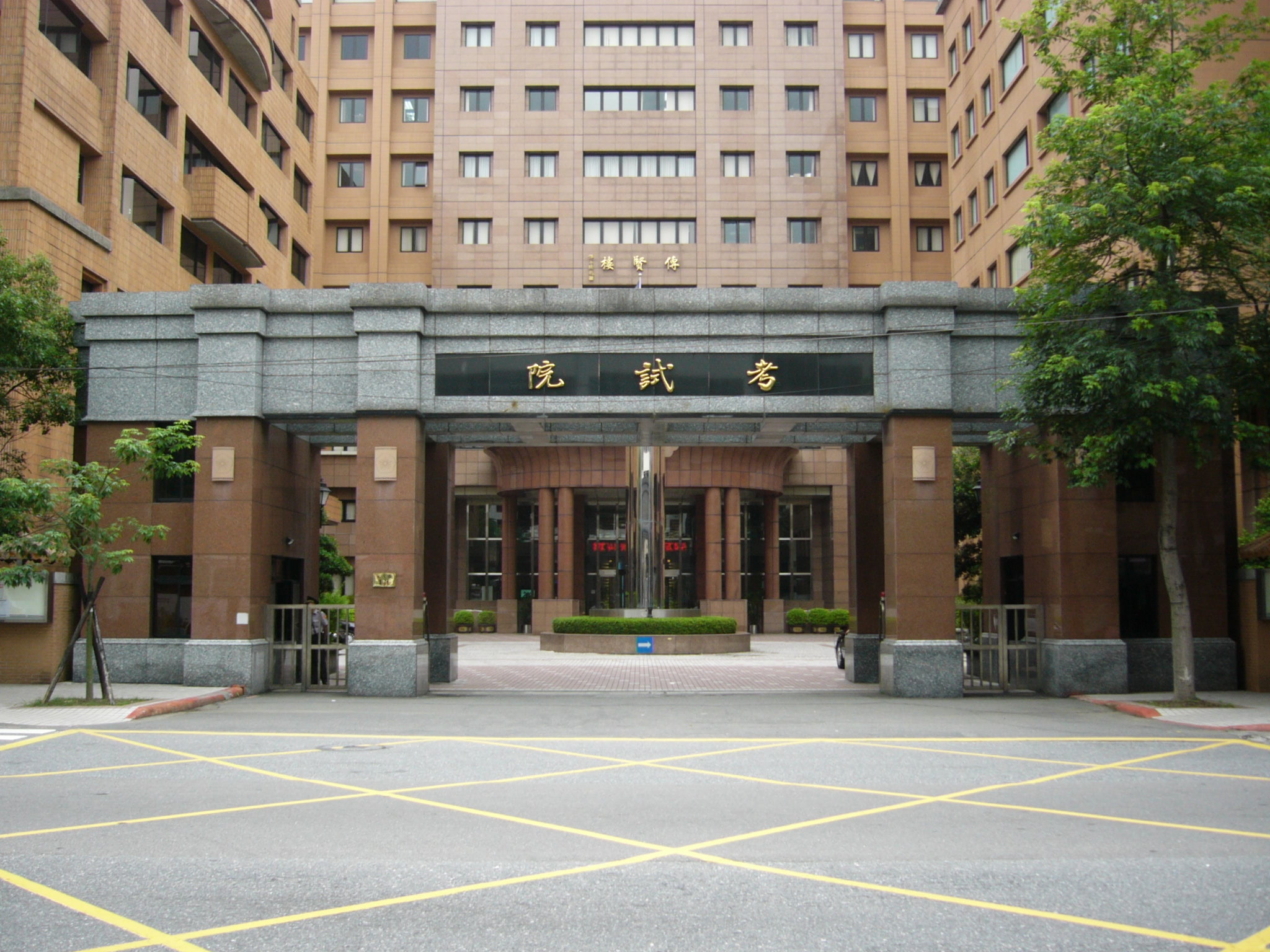
중화민국 고시원 청사

중화민국 고시원(中華民國 考試院)은 중화민국의 모든 공무원의 채용 시험이나 임용, 관리 등의 인사 관리 등을 실시하는 정부 기구이다. 고시원장, 부원장 각 1명, 고시 위원 19명으로 구성되어 있다. 고시 위원의 임기는 6년으로 입법원의 동의를 거쳐 총통이 임명하고 있다. 모든 중화민국의 공무원은 고시원이 실시하는 채용 시험과 자격 심사를 받아야 한다고 법에 명시되어 있다.

## 같이 보기
- 오권분립